# The Cutting Edge
Albums de Sonny Rollins
Sonny Rollins in Japan
(1973) Nucleus
(1975)
The Cutting Edge est un album live du saxophoniste ténor Sonny Rollins enregistré en 1974 lors du Montreux Jazz Festival et sorti la même année aux États-Unis sur le label Milestone. Le sextet formé par Rollins est constitué de Stanley Cowell au piano, Yoshiaki Masuo à la guitare, Bob Cranshaw son fidèle bassiste, James Mtume au congas, David Lee à la batterie depuis Next Album deux ans plus tôt et de Rufus Harley à la cornemuse, uniquement sur le dernier morceau.

## Réception
Le critique et auteur de jazz Scott Yanow indique sur AllMusic que « l'apparition sur scène de Sonny Rollins en 1974 au Montreux Jazz Festival a été accueilli avec enthousiasme » et ajoute à propos de deux compositions de l'album, qu'il « réussit à transformer en jazz les morceaux improbables que sont To a Wild Rose et A House Is Not a Home ».
Le critique musical Robert Christgau accorde seulement à l'album la note B et écrit « ... bien que j'espérais une dernière trouvaille sur son premier album live depuis des années, un examen plus attentif révèle que les mélodies simples sont ennuyeuses et les improvisations pas assez riches pour inviter à une recherche plus approfondie ... ».
L'auteur Richard Palmer écrit que « Rollins sculpte des pans entiers de musique dans un style chaleureusement sauvage, et sa solide conduite du groupe, de façon incisive donne le ton pour la séance ».
Au Billboard, l'album se classe 33e en 1975 dans la catégorie Jazz Albums.

## Titres
L'album propose cinq morceaux dont deux compositions de Rollins. L'auteur Richard Palmer fait remarquer l'excellent arrangement de Rollins sur le second morceau, To a Wild Rose et ajoute que « la mélodie est explorée avec une tendre attention avant que Rollins s'embarque dans un très long passage sans accompagnement ». Sur le morceau A House Is Not a Home, Rollins donne l'impression d'aller au-delà de la simple mélodie, très bien accompagné par le piano de Cowell et la batterie de Lee. La particularité du dernier morceau Swing Low, Sweet Chariot est la participation du saxophoniste Rufus Harley à la cornemuse. Il commence le morceau en duo avec Rollins.
| N°     | Titre                    | Compositeur               | Durée |
| ------ | ------------------------ | ------------------------- | ----- |
| Face 1 |                          |                           |       |
| 1.     | The Cutting Edge         | Sonny Rollins             | 6:47  |
| 2.     | To a Wild Rose           | Edward MacDowell          | 8:39  |
| 3.     | First Moves              | Sonny Rollins             | 6:57  |
| Face 2 |                          |                           |       |
| 4.     | A House Is Not a Home    | Burt Bacharach, Hal David | 5:29  |
| 5.     | Swing Low, Sweet Chariot | Chanson traditionnelle    | 14:43 |

## Enregistrement
Les morceaux sont enregistrés le 6 juillet 1974 lors du Montreux Jazz Festival au casino de Montreux situé en Suisse.
| Musicien       | Instrument          | Titre |  | Équipe technique |                         |
| -------------- | ------------------- | ----- |  | ---------------- | ----------------------- |
| Sonny Rollins  | saxophone ténor     | 1-5   |  | Orrin Keepnews   | producteur, liner notes |
| Stanley Cowell | piano               | 1-5   |  | Phil Carroll     | direction artistique    |
| Yoshiaki Masuo | guitare             | 1-5   |  | Jim Stern        | ingénieur               |
| Bob Cranshaw   | basse               | 1-5   |  | Tony Lane        | photographie            |
| James Mtume    | congas, percussions | 1-5   |  |                  |                         |
| David Lee      | batterie            | 1-5   |  |                  |                         |
| Rufus Harley   | cornemuse           | 5     |  |                  |                         |